# Петрешть (комуна, Димбовіца)
Петрешть, Петрешті (рум. Petrești) — комуна у повіті Димбовіца в Румунії. До складу комуни входять такі села (дані про населення за 2002 рік):
- Іонешть (1946 осіб)
- Гергешть (493 особи)
- Греч (1147 осіб)
- Коада-Ізворулуй (336 осіб)
- Петрешть (1145 осіб)
- Потлоджень-Дял (198 осіб)
- Пунтя-де-Греч (822 особи)

Комуна розташована на відстані 64 км на захід від Бухареста, 32 км на південь від Тирговіште, 126 км на схід від Крайови, 114 км на південь від Брашова.

## Населення
За даними перепису населення 2002 року у комуні проживали 6087 осіб.
Національний склад населення комуни:
| Національність | Кількість осіб | Відсоток |
| -------------- | -------------- | -------- |
| румуни         | 6075           | 99,8%    |
| цигани         | 10             | 0,2%     |
| угорці         | 1              | < 0,1%   |

Рідною мовою назвали:
| Мова      | Кількість осіб | Відсоток |
| --------- | -------------- | -------- |
| румунська | 6083           | 99,9%    |
| угорська  | 2              | < 0,1%   |
| циганська | 1              | < 0,1%   |

Склад населення комуни за віросповіданням:
| Релігія       | Кількість осіб | Відсоток |
| ------------- | -------------- | -------- |
| православні   | 6053           | 99,4%    |
| п'ятдесятники | 14             | 0,2%     |
| адвентисти    | 14             | 0,2%     |
| реформати     | 4              | 0,1%     |
| римо-католики | 1              | < 0,1%   |
| мусульмани    | 1              | < 0,1%   |

## Зовнішні посилання
- Дані про комуну Петрешть на сайті Ghidul Primăriilor